# Route 39 (Oman)
Die Route 39 oder R39 ist eine Fernstraße im Sultanat Oman. Die Fernstraße führt von der Kleinstadt Thumrait durch die Ausläufer der Rub al-Chali Wüste, an der Erdölstadt Marmul vorbei, bis in die Provinzhauptstadt Haima an der Route 31.